# 5769 Michard
5769 Michard è un asteroide della fascia principale. Scoperto nel 1987, presenta un'orbita caratterizzata da un semiasse maggiore pari a 2,9974417 au e da un'eccentricità di 0,0920493, inclinata di 9,01105° rispetto all'eclittica.
L'asteroide è dedicato all'astronomo francese Raymond Michard.